# Sami al-Hinnawi

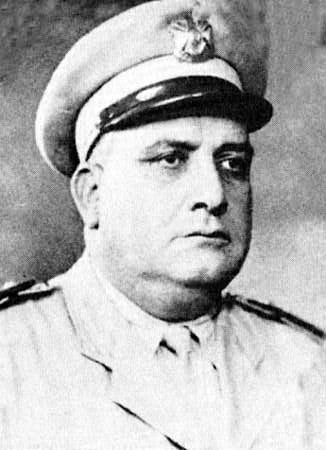
Sami al-Hinnaui

Muhammad Sami Hilmi al-Hinnawi arabisch محمد سامي حلمي الحناوي, DMG Muḥammad Sāmī Ḥilmī al-Ḥinnāwī; (* 1898 in Aleppo; † 30. Oktober 1950 in Beirut, Libanon) war ein syrischer Militär im Range eines Obersts und Politiker, der Mitglied in der Sozialen Nationalistischen Partei war.

## Leben
Al-Hinnawi wurde in Aleppo im damaligen Osmanischen Reich geboren und diente erst in der osmanischen Armee, bevor er während der Zeit des französischen Völkerbundsmandats der Französisch-Syrischen Armee beitrat.
Nach Schaffung der Syrischen Republik stürzte Hinnawi im August 1949 die Militärherrschaft des Präsidenten Husni al-Za'im. Nach dem Staatsstreich ordnete er an, dass Za'im und der Ministerpräsident Muhsin al-Barazi in das Mezze-Gefängnis in Damaskus gebracht werden, wo beide vor den Augen des Sohnes von Muhsin al-Barazi hingerichtet wurden. Hinnaui wurde dann als Führer einer neuen Militärjunta eingesetzt, jedoch blieb Adib Chichakli der militärisch Dominante. Dieser führte 1949 einen neuen Militärputsch durch (der dritte des Jahres), womit er die Diktatur stärkte.
Am 30. Oktober 1950 wurde Hinnaui in Beirut von Herscho al-Barazi, dem Cousin Muhsin al-Barazis, ermordet.